# Les Rivières-Henruel
Les Rivières-Henruel ist eine französische Gemeinde im Département Marne in der Region Grand Est. Sie hat eine Fläche von 12,05 km² und 158 Einwohner (2022).
Nachbargemeinden sind: Blaise-sous-Arzillières, Arzillières-Neuville, Saint-Chéron, Le Meix-Tiercelin, Somsois und Châtelraould-Saint-Louvent.

## Weblinks

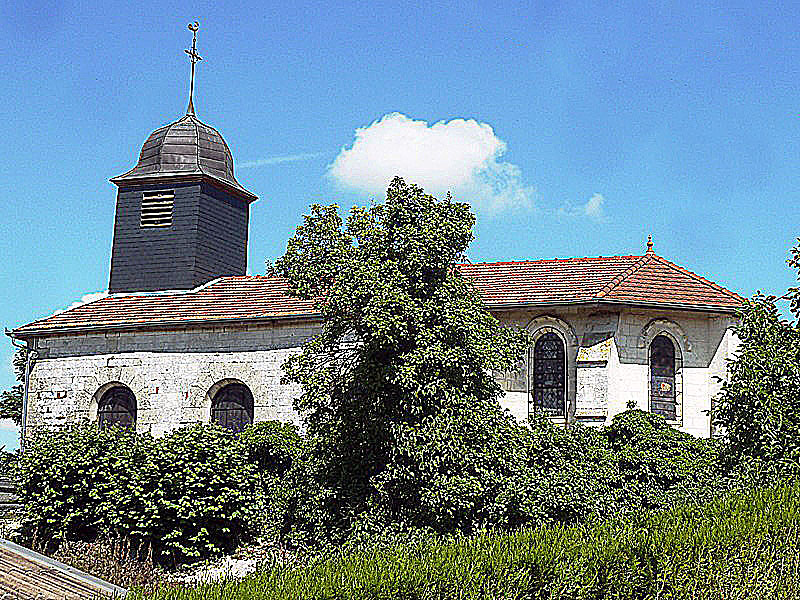
Kirche Sainte-Madeleine

## Bevölkerungsentwicklung
| Jahr                       | 1962 | 1968 | 1975 | 1982 | 1990 | 1999 | 2005 | 2010 | 2018 |
| -------------------------- | ---- | ---- | ---- | ---- | ---- | ---- | ---- | ---- | ---- |
| Einwohner                  | 173  | 171  | 151  | 148  | 187  | 185  | 152  | 176  | 174  |
| Quellen: Cassini und INSEE |      |      |      |      |      |      |      |      |      |